# You Could Have It So Much Better
Albums de Franz Ferdinand
Franz Ferdinand
(2004) Tonight: Franz Ferdinand
(2009)
You Could Have It So Much Better est le deuxième album du groupe écossais Franz Ferdinand, sorti en 2005.

## Titres
| No  | Titre                            | Durée |
| --- | -------------------------------- | ----- |
| 1.  | The Fallen                       | 3:42  |
| 2.  | Do You Want To                   | 3:35  |
| 3.  | This Boy                         | 2:21  |
| 4.  | Walk Away                        | 3:36  |
| 5.  | Evil And A Heathen               | 2:05  |
| 6.  | You're The Reason I'm Leaving    | 2:47  |
| 7.  | Eleanor Put Your Boots On        | 2:49  |
| 8.  | Well That Was Easy               | 3:02  |
| 9.  | What You Meant                   | 3:24  |
| 10. | I'm Your Villain                 | 4:03  |
| 11. | You Could Have It So Much Better | 2:41  |
| 12. | Fade Together                    | 3:03  |
| 13. | Outsiders                        | 4:02  |

| 1. | In The Studio                | 8:42 |
| 2. | Interview                    | 7:35 |
| 3. | Do You Want To (Video)       | 3:43 |
| 4. | Do You Want To (Uncut Video) | 3:41 |

## Classements et certifications
| Classement musical                         | Meilleure position |
| ------------------------------------------ | ------------------ |
| Allemagne (Media Control AG)               | 2                  |
| Australie (ARIA)                           | 5                  |
| Autriche (Ö3 Austria Top 40)               | 5                  |
| Belgique (Flandre Ultratop)                | 4                  |
| Belgique (Wallonie Ultratop)               | 8                  |
| Danemark (Tracklisten)                     | 8                  |
| Espagne (Promusicae)                       | 13                 |
| États-Unis (Billboard 200)                 | 8                  |
| Finlande (Suomen virallinen lista)         | 6                  |
| France (SNEP)                              | 5                  |
| Irlande (Irish Recorded Music Association) | 2                  |
| Italie (FIMI)                              | 8                  |
| Norvège (VG-lista)                         | 4                  |
| Nouvelle-Zélande (RIANZ)                   | 7                  |
| Pays-Bas (Mega Album Top 100)              | 9                  |
| Royaume-Uni (UK Albums Chart)              | 1                  |
| Suède (Sverigetopplistan)                  | 6                  |
| Suisse (Schweizer Hitparade)               | 4                  |

| Pays        | Ventes    | Certifications |
| ----------- | --------- | -------------- |
| Allemagne   | 100 000 + | Or             |
| Australie   | 35 000 +  | Or             |
| Belgique    | 15 000 +  | Or             |
| États-Unis  | 500 000 + | Or             |
| Japon       | 100 000 + | Or             |
| Royaume-Uni | 300 000 + | Platine        |
| Suisse      | 15 000 +  | Or             |

## Accueil critique
L'album a recueilli dans l'ensemble de très bonnes critiques, obtenant un score de 83⁄100, sur la base de 32 critiques collectées, sur Metacritic.
Christophe Basterra, de Magic, lui donne 5 étoiles sur 6. Nitsuh Adebe, de Pitchfork, lui donne la note de 8,3/10. Alex Needham, du New Musical Express, lui donne la note de 9/10.
Heather Phares, de AllMusic, lui donne 3,5 étoiles sur 5. Le site Sputnikmusic lui donne 3,5 étoiles sur 5. David Fricke, de la revue Rolling Stone, lui donne 3,5 étoiles sur 5. Adrien Begrand, de PopMatters, lui donne la note de 7/10. Andrew Beaujon, de Spin, lui donne la note de 7/10.